# 南港通
南港通（なんこうどおり）は、大阪市南部を東西に走る幹線道路の愛称である。

## 概要

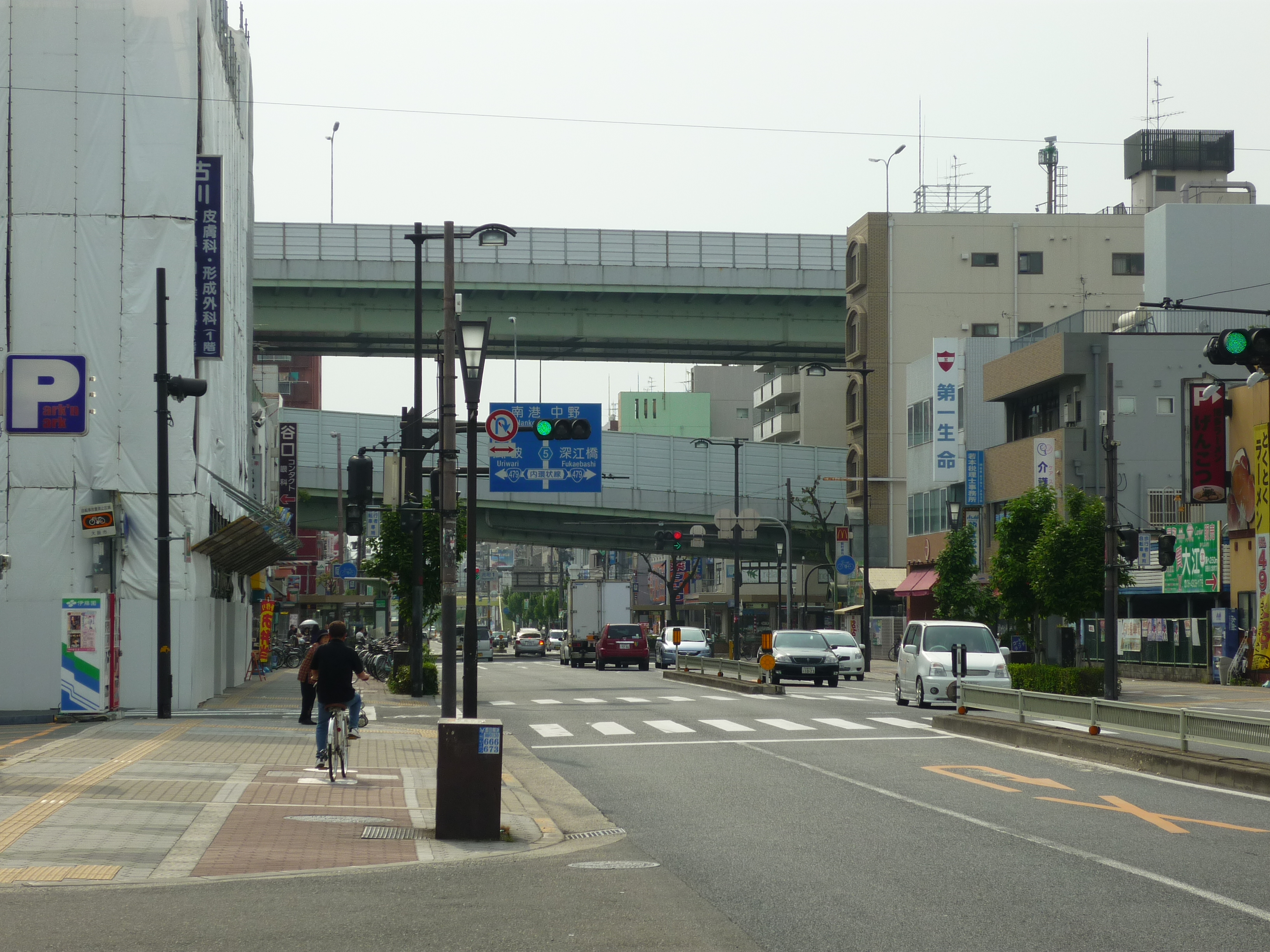
大阪市平野区流町付近（南港方向）

区間は大阪市住之江区の南港東三丁目交差点から平野区の平野公園東口交差点までで、大阪府道179号住吉八尾線・大阪府道5号大阪港八尾線・大阪府道186号大阪羽曳野線のそれぞれ一部に当たる。また、上記府道と重複しているが、主要地方道大阪市道大阪環状線の一部でもある。
- 大阪府道179号住吉八尾線：柴谷橋 - 北加賀屋交差点
- 大阪府道5号大阪港八尾線：東加賀屋1丁目交差点 - 流町1丁目交差点
- 大阪府道186号大阪羽曳野線：流町1丁目交差点 - 平野公園東口交差点[注釈 1]
- 大阪市道大阪環状線：播磨町交差点 - 中野交差点
- 都市計画道路柴谷平野線：柴谷橋 - 平野東4丁目交差点

南港通の南を並走し、住之江区と平野区を結ぶもう一つの東西幹線道路が国道26号を境に住之江通・長居公園通と名称を変えるのに対し、南港通は単一名称となっている。なお、南港通は東端付近で平野の旧市街（本郷7町）の南縁をかすめる。
ほぼ全線が、片側2車線の4車線道路であるが、北加賀屋交差点から玉出交差点の区間のみ、片側3車線の6車線道路となっている。平野区役所前交差点では国道309号と交差しているが、国道より府道である南港通の方が車線数が多い。大半は旧柴谷平野線と重複する。

## 電線類地中化
流町1丁目交差点から平野東4丁目交差点の区間は電線類地中化されている。

## 沿線情報
住之江区
- 南港
- ニュートラム フェリーターミナル駅
- 大阪市高速電気軌道 (Osaka Metro) 緑木検車場
- Osaka Metro四つ橋線 北加賀屋駅
- 南港病院
- 大阪市立住吉第一中学校
- 大阪市立北粉浜小学校
- 粉浜

西成区
- Osaka Metro四つ橋線 玉出駅
- 大阪南労働基準監督署
- 玉出

住吉区
- 阪堺電気軌道阪堺線 塚西停留場
- 帝塚山
- 万代
- 三菱UFJ銀行北畠支店

阿倍野区
- 大阪市立晴明丘南小学校
- 阪堺電気軌道上町線 姫松停留場
- Osaka Metro御堂筋線 西田辺駅
- シャープ旧本社
- 長池公園

東住吉区
- 東住吉消防署
- 東住吉区役所
- 東住吉図書館
- Osaka Metro谷町線 駒川中野駅
- 駒川商店街
- 中野休日急病診療所
- 大阪市立中野中学校

平野区
- 平野
- 平野郵便局
- 平野区役所
- Osaka Metro谷町線 平野駅
- 平野消防署
- 大阪市立摂陽中学校
- 大阪教育大学附属平野小学校

## 交差する道路
- 交差する道路の特記がないものは一般の市道。

| 交差する道路 南← ＜南港通＞ →北            | 交差する道路 南← ＜南港通＞ →北     | 交差する場所    | 交差する場所 | 路線番号  |
| ------------------------------------------ | ----------------------------------- | --------------- | ------------ | --------- |
| 市道浜口南港線                             | 市道浜口南港線                      | 南港東3         | 住之江区     | -         |
| 新木津川大橋                               | N/A                                 |                 | 住之江区     | 府道179号 |
| ＜新なにわ筋＞ 府道29号大阪臨海線          | ＜新なにわ筋＞ 府道29号大阪臨海線   | 北加賀屋        | 住之江区     | 府道179号 |
| ＜新なにわ筋＞ 府道29号大阪臨海線          | ＜新なにわ筋＞ 府道29号大阪臨海線   | 北加賀屋        | 住之江区     | -         |
| N/A                                        | 阪神高速15号堺線 玉出入口           | 新回生橋        | 西成区       | 府道5号   |
| 国道26号                                   | 国道26号                            | 玉出            | 西成区       | 府道5号   |
| ＜あべの筋＞ 府道30号大阪和泉泉南線        | ＜あべの筋＞ 府道30号大阪和泉泉南線 | 播磨町          | 阿倍野区     | 府道5号   |
| ＜あびこ筋＞ 府道28号大阪高石線            | ＜あびこ筋＞ 府道28号大阪高石線     | 西田辺駅前      | 阿倍野区     | 府道5号   |
| ＜長居公園東筋＞ 府道26号大阪狭山線        | ＜長居公園東筋＞ 府道26号大阪狭山線 | 東住吉 区役所前 | 東住吉区     | 府道5号   |
| N/A                                        | 阪神高速14号松原線                  | 駒川出入口      | 東住吉区     | 府道5号   |
| ＜今里筋＞ 都計森小路大和川線              | ＜今里筋＞ 市道大阪環状線           | 中野町          | 東住吉区     | 府道5号   |
| 国道309号                                  | 国道309号                           | 平野区役所前    | 平野区       | 府道5号   |
| ＜大阪内環状線＞ 国道479号                 | ＜大阪内環状線＞ 国道479号          | 流町1           | 平野区       | 府道5号   |
| ＜大阪内環状線＞ 国道479号                 | ＜大阪内環状線＞ 国道479号          | 流町1           | 平野区       | 府道186号 |
| 都計平野瓜破線                             | 都計平野瓜破線 （延伸事業中）       | 平野公園東口    | 平野区       |           |
| 府道186号大阪羽曳野線                      |                                     | 平野東4         | 平野区       |           |
| 都計加美平野線 （加美西2方面、延伸事業中） |                                     |                 |              |           |

## 交通量
2005年度（大阪国道事務所　道の資料室より）
平日24時間交通量（台）
- 大阪市住之江区東加賀屋1丁目：30,312
- 大阪市東住吉区西今川4丁目：26,097
- 大阪市平野区平野本町5丁目：25,138